# 캐나다 올림픽 위원회
캐나다 올림픽 위원회(영어: Canadian Olympic Committee (COC), 프랑스어: Comité olympique canadien - COC)는 캐나다를 대표하는 국가 올림픽 위원회이다. IOC 코드는 CAN이다. 본부는 토론토에 있으며 범아메리카 스포츠 기구에 소속되어 있다.
올림픽, 팬아메리칸 게임을 비롯한 국제 스포츠 대회에 참가하는 캐나다의 선수들을 대표한다. 1904년에 설립되었으며 1907년에 국제 올림픽 위원회의 승인을 받았다. 현재 캐나다 올림픽 위원회 위원장은 마이클 체임버스(Michael Chambers)이다. 캐나다 올림픽 위원회는 현재 464명의 선수를 대표하고 3단계로 조직되어 있다.
- 집행위원회 (Executive Committee)
- 이사회 (Board of Directors)
- 일반 회원 (General membership)

## 같이 보기
- 올림픽 캐나다 선수단